# Anime Web Turnpike
Anime Web Turnpike (còn gọi là Anipike) là một danh bạ web được Jay Fubler Harvey thành lập vào tháng 8 năm 1995. Nó đóng vai trò như một cơ sở dữ liệu lớn gồm những liên kết đến các trang web anime và manga khác nhau. Với hơn 40.000 liên kết, nó sở hữu một trong những bộ sưu tập liên kết anime và manga có tổ chức lớn nhất. Người dùng có thể thêm trang web của riêng họ vào cơ sở dữ liệu này bằng cách thiết lập tên người dùng trên trang web và thêm nó vào danh mục thích hợp. Trang web cũng có các dịch vụ như diễn đàn cộng đồng, chat room và một tờ tạp chí. Anime Broadcasting Network, Inc. đã mua lại Anime Web Turnpike vào năm 2000 với kế hoạch tăng cường và mở rộng trang web, nhưng nhiều vấn đề kỹ thuật đã trì hoãn các kế hoạch này. Kể từ tháng 11 năm 2014, trang web đã ngừng hoạt động.

## Đón nhận
Năm 1995, trang web đã được đề cập trong số 101 trang web Internet phải truy cập. Trang web và tác giả của nó đã được giới thiệu trong bộ phim tài liệu năm 2003 mang tên Otaku Unite!. Năm 2003, Anime Web Turnpike được tạp chí trực tuyến Animefringe xếp hạng thứ ba trang web anime "phải ghé thăm".